# 11794 Yokokebukawa
11794 Yokokebukawa è un asteroide della fascia principale. Scoperto nel 1978, presenta un'orbita caratterizzata da un semiasse maggiore pari a 3,1054698 UA e da un'eccentricità di 0,1538140, inclinata di 2,55717° rispetto all'eclittica.